# Mont Choungui
Le mont Choungui est un sommet du Sud de l'île de Grande-Terre à Mayotte culminant à 593 mètres d'altitude, à cheval sur les communes de Kani-Kéli et Chirongui.

## Géographie
Le mont Choungui est le second plus haut sommet de Mayotte après le mont Bénara (660 m).
Il est constitué par les restes d'un des grands volcans de Mayotte, plus précisément un cône basaltique formé par une extrusion phonolitique, moins sensible à l'érosion que d'autres roches volcaniques.

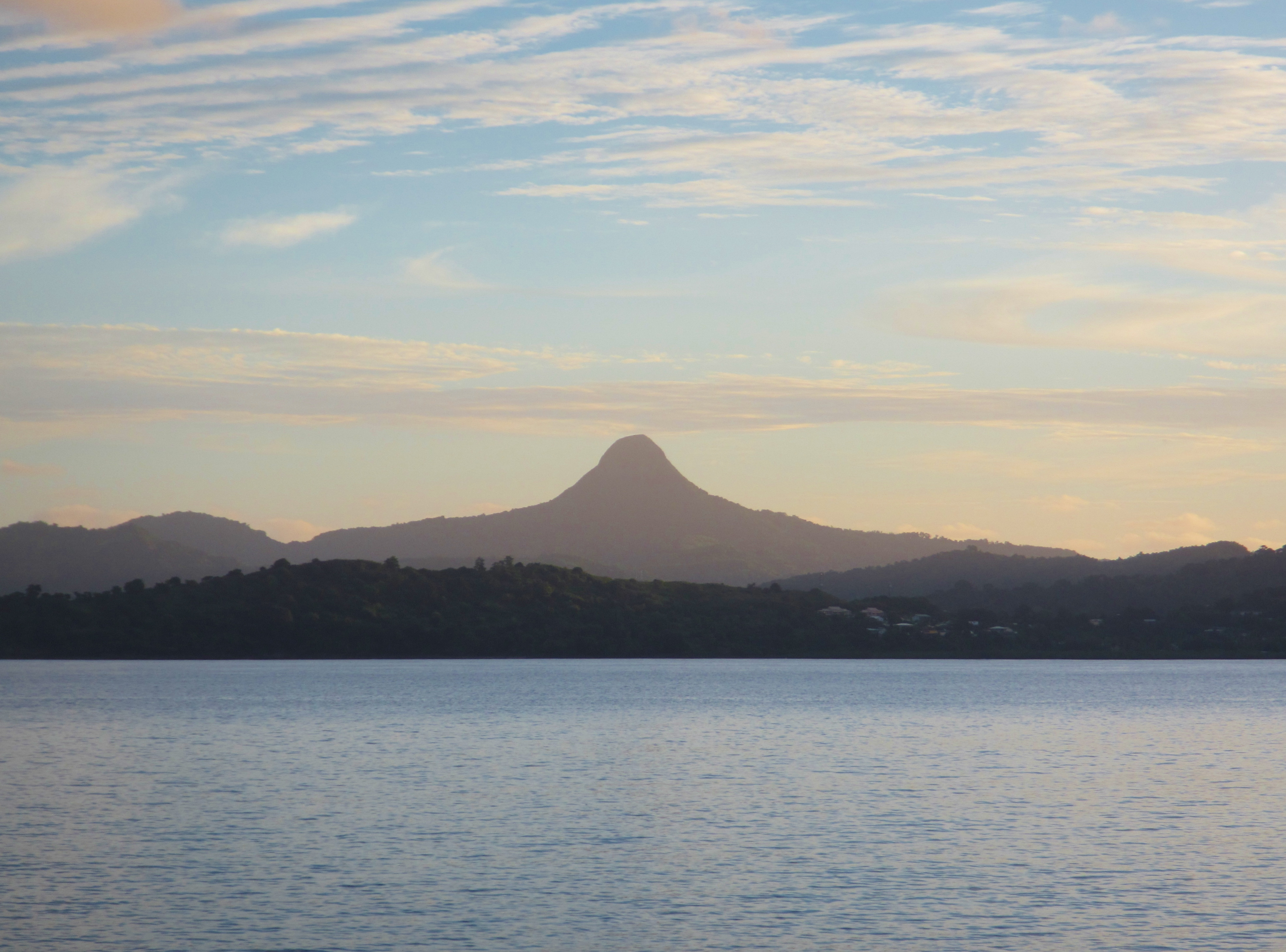
Vue du mont Choungui depuis l'îlot Bandrélé.
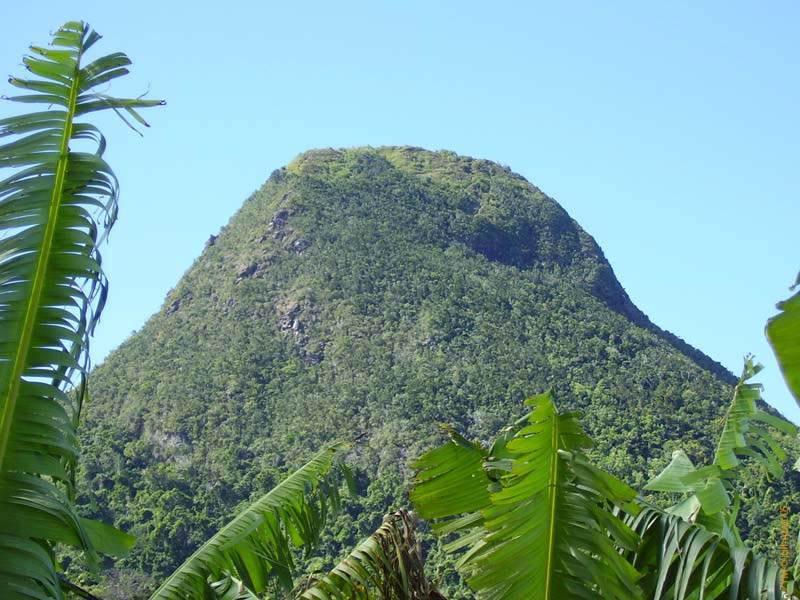
Le sommet.
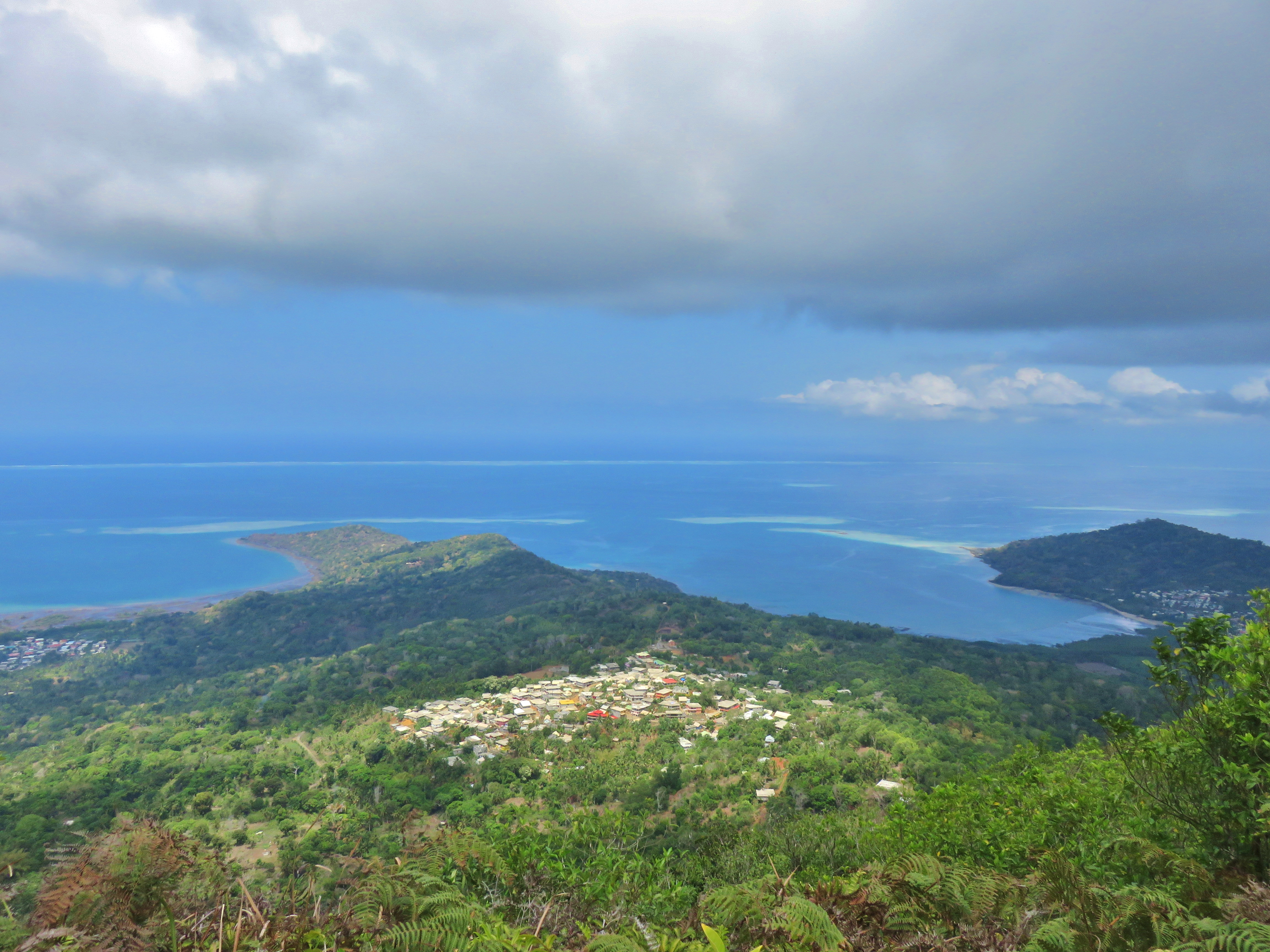
Vue donnant sur le sud : on voit les villages de Choungui (centre), Mronabéja (gauche) et Kani-Kéli (droite).

## Biologie
Du fait de sa hauteur et de sa géologie, le mont Choungui présente une végétation très différente de celle des massifs environnants. Certaines espèces y sont même strictement endémiques, comme l'arbuste Eugenia chounguiensis décrit en 2016.

## Ascension
L'ascension du mont Choungui est une activité très prisée des touristes à Mayotte, même si le chemin qui y monte, tracé comme parcours d'entraînement pour la Légion étrangère, comporte de nombreux passages d'escalade, avec une pente à plus de 70°.
Offrant une vue imprenable sur toute l'île, son lagon et l'océan Indien, il s'agit d'une des montagnes les plus visitées à Mayotte et l'un des symboles de l'île ; il figure par ailleurs sur le blason de la commune de Kani-Kéli.

Le blason de la ville de Kani-Kéli, arborant le mont Choungui et trois baobabs.